# Eudorylas platytarsis
Eudorylas platytarsis är en tvåvingeart som först beskrevs av Kertesz 1912.  Eudorylas platytarsis ingår i släktet Eudorylas och familjen ögonflugor.
Artens utbredningsområde är Taiwan. Inga underarter finns listade i Catalogue of Life.